# Amylis
Amylis är ett släkte av svampar. Amylis ingår i divisionen sporsäcksvampar och riket svampar.